# Oostdijk (Naarden)
De Oostdijk is een natuurgebied van het Goois Natuurreservaat ten oosten van Naarden. De Oostdijk loopt vanaf de vesting richting A1 en wordt gekruist door de Valkenveenselaan en de Oud-Huizerweg. De dijk was onderdeel van de zeewering langs de Zuiderzee.

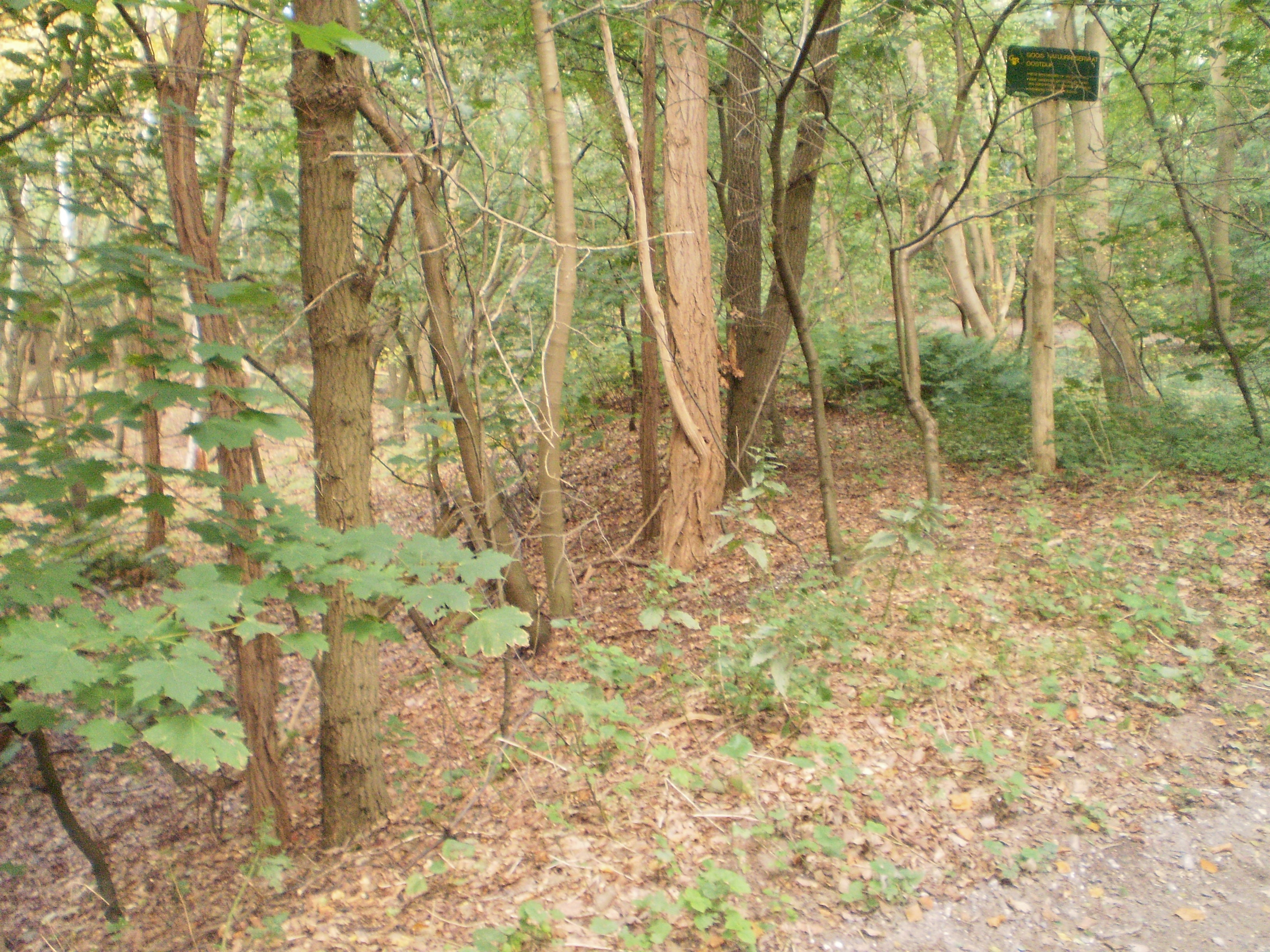
Oostdijk

Het gebied ligt op hogere zandgronden en is grotendeels begroeid met loofbomen. De begroeiing bestaat verder uit planten varensoorten en schaduwgras. Op de dijk leven ook ringslangen. In de tunnel onder de A1 liggen aan weerszijden stobbenwallen om ervoor te zorgen dat reptielen, amfibieën en kleine dieren gemakkelijker naar de andere kant van de snelweg kunnen komen.